# 마더스 보이
마더스 보이(영어: Mother's Boys)는 미국에서 제작된 이브 시모노 감독의 1993년 스릴러 영화이다. 제이미 리 커티스 등이 주연으로 출연하였고 잭 E. 프리드먼 등이 제작에 참여하였다.

## 출연

### 주연
- 제이미 리 커티스

### 조연
- 피터 갤러거
- 조앤 웨일리
- 루크 에드워즈
- 조스 아클랜드
- 폴 가일포일
- J.E. 프리맨
- 콜린 워드
- 조이 짐머맨
- 바네사 레드그레이브

## 제작진
- 원작자: 버나드 테일러
- 특수효과: 피터 폴
- 의상: 디나 애펠
- 의상: 사이먼 터크
- 배역: 프랜신 마이슬러